# Еуген Плацеријано
Еуген „Емил“ Плацеријано (итал. Eugen "Emil" Plazzeriano; 3. децембар 1897 — 6. новембар 1972) је био југословенски фудбалер. Целу професионалну каријеру провео је играјући за загребачки ХАШК (1919—1928) са којим је 1927. заузео треће место. Учествовао је на Летњим олимпијским играма 1924. на којима је одиграо и своју једину утакмицу у дресу југословенске репрезентације, против Уругваја (0—7).

## Каријера
Своју играчку каријеру, од 1919. до 1928, провео је у загребачком клубу ХАШК. За то време, заједно са тимом, освојио је једну бронзану медаљу Првенства Краљевине Југославије у фудбалу.